# Georges Arout
Pour les articles homonymes, voir Arout et Aroutcheff.
Georges Arout (1911-1970), de son vrai nom Eugène Aroutcheff, était un homme de lettres français d'origine arménienne. Arout est connu pour ses traductions depuis le russe, seul ou avec son frère le dramaturge Gabriel Arout. Il a également laissé une large Histoire de la peinture (1954-1955) avec le critique Raymond Cogniat (rédacteur en chef de la rubrique artistique du Figaro).

## Biographie
Georges Arout est né Eugène Aroutcheff le 30 septembre 1911, à Rostov-sur-le-Don, en Russie impériale. Il était le fils de Mangassar Aroutcheff et de Eugénie Krassilnikoff.
Georges Arout est mort le 5 septembre 1970 au matin, dans le 19e arrondissement de Paris, en France.

### Traductions
Sauf mention contraire (le Dickens de 1957), toutes les traductions sont depuis le russe (ou le géorgien). Parmi ses traductions, on trouve :
Romans et théâtre
- 1946. L'Idiot (1868) de Dostoïevski (trad. avec Gabriel Arout)
- 1950. Le Double (1846) de Dostoïevski
- 1951. La Tragédie optimiste (1933) de Vichnevski (trad. avec Gabriel Arout et Tania Balachova)
- 1954. Notre ami commun (autre titre de L'Ami commun, 1865) de Dickens (trad. de l'anglais)
- 1956. L'Aurore de Colchide (1931) de Constantin Lordkipanidzé (traduit du géorgien)
- 1963. Les Derniers (1908) de Gorki
- 1963. Drôles de gens (1910) de Gorki
- 1967. Un démon de petite envergure (autre titre de Le Démon mesquin, 1905) de Sologoub

Nouvelles
- 1958. Viï (autre titre de Vij, 1835) de Gogol (avec Gabriel Arout)[2]

### Ouvrages
Arout a également collaboré à plusieurs ouvrages sur l'art, dont :
Peinture
- 1954. Picasso. Introduction et notes de M. Georges Arout (plaquette, 28 pages)
- 1954. Toulouse-Lautrec. Introduction et notes de M. Georges Arout (plaquette, 20 pages)
- 1954. Histoire de la peinture, t. I (avec Raymond Cogniat, 318 pages)
- 1955. Histoire de la peinture, t. II (avec Raymond Cogniat, 318 pages)

Danse
- 1955. La Danse contemporaine (monographie, 322 pages)
- 1957. Dictionnaire du ballet moderne (avec d'autres, 360 pages)

### Pièces
- 1951. Nausicaa du Mackenzie, pièce en 2 actes et 8 tableaux de Tania Balachova et Georges Arest d'après Maurice Constantin-Weyer (m. en s. Tania Balachova, Studio des Champs-Élysées, 12 septembre 1951)

## Sources
- Arche, « Maxime Gorki : Théâtre complet »,
- Bellone, « Georges Arout »,
- BNF[3], — Première partie de son catalogue (indexée sous une fiche ignorant son pseudonyme).
- BNF[4], — Seconde partie de son catalogue (indexée sous une fiche connaissant son pseudonyme).
- Préfecture de Paris, Acte de décès de « Eugène Aroutcheff », copie depuis Commons
- WorldCat, Liste d'ouvrages relatifs à « Georges Arout ».